# Divina Providência
Divina Providência est un quartier de la ville brésilienne de Santa Maria, Rio Grande do Sul. Le quartier est situé dans district de Sede.

## Vilas
Le quartier possède les vilas suivantes : Divina Providência, Vila Brenner, Vila Km 2, Vila São João Batista.